# Przednia Płoń
Polana Owczarska (1020–1060 m n.p.m.) – polana w południowo-zachodniej Polsce, w południowo-zachodniej  części Gór Bialskich w Sudetach Wschodnich.
Polana śródleśna w masywie szczytu Sucha Kopa, na jej południowo-zachodnim zboczu, pomiędzy lasami regela dolnego a regela górnego.